# Dolbina formosana
Dolbina formosana là một loài bướm đêm thuộc họ Sphingidae. Loài này có ở Đài Loan.